# Providencia Rupes
La Providencia Rupes una struttura geologica della superficie di Mercurio.